# Viva (modelo)
Janet Susan Mary Hoffmann, conhecida como Viva (Syracuse, 23 de agosto de 1938), é uma atriz e escritora estadunidense, famosa por ter participado do "super-estrelas" de Andy Warhol.

## Carreira
Ela nasceu Janet Susan Mary Hoffmann em Syracuse, no estado de Nova Iorque, em uma família católica. Foi Andy Warhol quem a batizou de Viva, e isso ocorreu antes do lançamento de seu primeiro filme com ele. Ela apareceu em vários filmes de Andy Warhol, e era também frequentadora assídua da "The Factory", o antigo estúdio de Andy Warhol, localizado na cidade de Nova Iorque. Viva estava no telefone com Andy Warhol quando Valerie Solanas disparou três tiros contra ele, na fracassada tentativa de matá-lo.
Após começar a fazer filmes com outros cineastas, ela começou também a escrever. O seu primeiro livro, publicado sob o nome de Superstar, é um livro que conta como funcionava a "The Factory" de Andy Warhol. Ela também já escreveu para diversas revistas, incluindo a Village Voice.
Viva também gravou o spoken word para o álbum "Escalator over the Hill" (de 1971), da cantora jazzística Carla Bley.

## Vida pessoal
Viva foi uma das pioneiras da videoarte.
Em 1969, Viva casou-se com Michel Auder. Junto, o casal teve uma filha, batizada de Alexandria Auder. Em 1982, já separado, o casal teve outra filha, a atriz Gaby Hoffmann.
Atualmente, ela reside em Palm Springs, na Califórnia, onde ela faz pintura de paisagens.

## Filmografia
- Bike Boy, Andy Warhol (1967)
- Nude Restaurant, Andy Warhol (1967)
- The Loves Of Ondine, Andy Warhol (1968)
- Lonesome Cowboys, Andy Warhol (1968)
- Blue Movie, Andy Warhol (1969)
- Keeping Busy, Michel Auder, 1969
- Midnight Cowboy (1969)
- Lions Love, Agnes Varda (1969)
- Trapianto, consunzione e morte di Franco Brocani (1969)
- Necropolis (1970)
- Cleopatra, Michel Auder (1970)
- Viva Booksigning, Michel Auder (1970)
- The Valerie Solanas Incident Michel Auder (1971)
- Play It Again, Sam Woody Allen (1972)
- Cisco Pike (1972)
- New Old, Pierre Clementi (1978)
- Flash Gordon (1980)
- Forbidden Zone (1980)
- The State of Things (Der Stand der Dinge) (1982)
- Paris, Texas, Wim Wenders (1984)
- The Man without a Face, Mel Gibson (1993)

## Livros
- Superstar (1970)
- The Baby (1974)